# Parc national d'Ashizuri-Uwakai
Le parc national d'Ashizuri-Uwakai (足摺宇和海国立公園, Ashizuri-Uwakai kokuritsu kōen) est un parc national japonais situé au sud-ouest de Shikoku. Le parc a été créé en 1972 et couvre une surface de 113,45 km2. Le cap Ashizuri est constitué de falaises abruptes tandis que la côte de la mer Uwakai dans la partie nord du parc est finement découpées et parsemés d'îlots. La mer très claire permet de découvrir la variété des poissons tropicaux et des coraux.